# Batalla de Calcinato
La batalla de Calcinato se libró en el marco de la Guerra de Sucesión Española en las cercanías de Calcinato, Italia, el 19 de abril de 1706, entre las tropas franco-españolas del mariscal Vendôme (41.000 hombres) y las austriacas del general Reventlow (19.000 hombres). La victoria correspondió al bando franco-español.

## Preludio
En 1706, en Italia había dos disputas abiertas: La lucha por el Piamonte y la lucha entre las tropas francesas de Lombardía y el segundo ejército austriaco que se unió a Victor Amadeo y Starhemberg en el Piamonte. Este último ejército, rechazado por Vendome en el combate de Cassano, se había retirado a Brescia y al lago Garda. Vendome le siguió y se estableció cerca de Castiglione y Mantua.

## La batalla
En abril de 1706, aprovechando la ausencia de Eugenio de Saboya, Vendome atacó el campamento imperial de Montechiaro-Calcinato. Su intención era sorprender mediante una marcha nocturna el puesto de Ponte San Marco en el flanco izquierdo, pero al amanecer descubrió que podía atacar el flanco izquierdo de su enemigo sin que el flanco derecho pudiera intervenir. Sus vanguardias rompieron las defensas imperiales y empujó los restos de su ejército hacia las montañas, donde el Príncipe Eugenio tuvo la mayor dificultad para reorganizarlos de nuevo.

## Consecuencias
Los franco-españoles apenas tuvieron 500 bajas, mientras que las pérdidas austriacas llegaron a 6.000 hombres. Hasta mediados de junio, Vendome desbarató todos los intentos del Príncipe Eugenio de penetrar en el Piamonte. Pero ese mes Vendome fue trasladado con su ejército a Flandes como refuerzo a causa de la estrepitosa derrota de Ramillies. En consecuencia, la posición francesa en Italia se debilitó, y en la primavera de 1707 los franceses fueron expulsados de Italia.